# Український державний хіміко-технологічний університет
Навчально-науковий інститут «Український державний хіміко-технологічний університет» — державний заклад вищої освіти України, розташований у місті Дніпро. Університет має IV рівень акредитації з правом підготовки іноземців за акредитованими напрямками та спеціальностями. Єдиний у країні виш хіміко-технологічного профілю, який з липня 2023 року є складовою частиною Українського державного університету науки і технологій.

## Історія

### Передісторія
Початок становлення університету був покладений 1916 року академіком Левом Писаржевським і його учнями, які організували хімічне відділення при Вищих жіночих курсах. У 1921 році у Катеринославському гірничому інституті була відкрита кафедра електронної хімії, яку очолив Л. В. Писаржевський. Утворювалася база, яка дозволила у 1925 році за ініціативи академіка Писаржевського та професора Рубіна створити при металургійному факультеті Дніпровського гірничого інституту хіміко-технологічне відділення, яке мало два напрямки: технології твердого палива та металографії. У 1928 році це відділення було перетворено на хіміко-технологічний факультет.

### 1930 — 1991
Дніпропетровський хіміко-технологічний інститут (ДХТІ) засновано 15 травня 1930 року. Саме на базі хіміко-технологічного факультету було створено самостійний вищий навчальний заклад, в який перейшли працювати його засновники Л. В. Писаржевський, О. І. Бродський, П. Г. Рубін, Ю. В. Коршун та інші вчені. Першим директором інституту був П. Т. Сторожук. Після нього у довоєнні роки інститут очолювали Б. Т. Бєлокопитов (1932-1937), М. І. Савін (1937-1941), Н. М. Бичков (1941). Новостворений вищий навчальний заклад в умовах розвитку хімічної промисловості готував фахівців-технологів для промисловості Півдня України та Радянського Союзу. Перший випуск фахівців відбувся у 1931 році.
На початку 30-х років в інституті було два факультети: технологічний зі спеціальністю «Виробництво коксу» та факультет основної хімічної промисловості зі спеціальністю «Виробництво кислот і лугів». У 1933 році був створений механічний факультет зі спеціальністю «Обладнання хімічних заводів». У 1934 році на кафедрі фізичної хімії ДХТІ під керівництвом О. І. Бродського вперше у вітчизняній науці було отримано важкий ізотоп водню (важку воду), що закріпило за інститутом славу потужного наукового закладу країни.
У 1938—1939 рр. в інституті працювали 6 професорів, 45 доцентів і 40 асистентів. На цей час інститут став відомою вищою школою, що готувала спеціалістів для хімічних виробництв. Рішенням Ради народних комісарів СРСР у 1939 р. інститут був переведений із третьої до другої категорії з правом присудження наукового ступеня кандидата наук за кафедрами: аналітичної, фізичної, органічної хімії, технології органічних речовин і технології пірогенних процесів.
Стрімкий розвиток інституту був перерваний війною. Інститут був евакуйований до міста Кемерово, де, разом із евакуйованим РХТІ, деякий час діяв як оборонне підприємство, що виробляло пляшки з запалювальною сумішшю. Скорочений штат викладачів очолював О. Й. Карасик.
Велике значення для виробництва озброєння у роки війни мали праці М. О. Лошкарьова з гідрометалургії нікелю та кобальту. Професор В. І. Даль брав активну участь у створенні замінників мастил. Його праці в області окислення пеку були використані для підвищення виробництва алюмінію.
В травні 1944 р. інститут повернувся у Дніпропетровськ, де почався повний 1944—1945 навчальний рік. На перший курс було зараховано 100 студентів. Стільки ж було і на старших курсах. У післявоєнні роки інститутом керували М. І. Савін (1944—1950), член-кореспондент АН УРСР професор М. О. Лошкарьов (1950—1972), професор В. Д. Пархоменко (1972—1984), професор Я. І. Білий (1984—1998), професор М. В. Бурмістр (1998—2014), професор О. А. Півоваров (2014—2019), з серпня 2019 року ректор Костянтин Михайлович Сухий.
У 1950 році було відбудовано головний корпус інституту. У 40-60-ті роки утворилася наукова школа (нині - науково-дослідний інститут) гальванохімії, відкрилися 5 факультетів і 10 кафедр, з’явилися нові навчальні корпуси, гуртожитки, спортивно-оздоровчий табір «Дубовий гай» в Орлівщині. Якісно поліпшився викладацький склад: докторами стали Ю. І. Усатенко, С. І. Бурмістров, Г. І. Бєляєв, В. В. Товаров, О В. Баранов, О. С. Ксьонжек, В. Г. Панасюк, В. І. Даль, А. В. Дятлов та ін. У 1954 році для працюючої молоді відкрито заочне відділення, яке у 1958 році було перетворене на заочний факультет (очолив доцент М.І. Шенбор). На початку 60-х років почала працювати «Школа юного хіміка».
У 1969—1970 навчальному році в інституті було вже 32 кафедри. Працювали в ньому 367 викладачів, у тому числі 17 докторів наук, і 171 кандидат наук. Лауреатами Державної премії становляться професори В. В. Товаров і І. А. Фомічьов. Великий вклад вніс В. В. Стендер, член-кореспондент Академії наук Казахської РСР. В інституті створюються галузеві науково-дослідницькі лабораторії.
у 1971 році відкривається підготовче відділення (очолила доцент І.Н. Рубан), на якому навчається робітнича і сільська молодь.
Протягом 1972-1983 років інститутом керував професор В. Д. Пархоменко, основоположник школи плазмохімії, який у 1983 році був призначений міністром освіти Української РСР. У ці роки в ДХТІ суттєво розширюються напрямки наукової роботи, утворюються галузеві науково-дослідні лабораторії. Створюється музей історії хіміко-технологічного інституту, збудовано корпуси механічного факультету та двох нових гуртожитків. У 1978 році за значні досягнення у розвитку наукової хімічної освіти Дніпропетровський хіміко-технологічний інститут був нагороджений орденом Трудового Червоного Прапора.

### Сьогодення
У 1984-1998 роках колектив університету очолював професор, Заслужений діяч науки і техніки України Я. І. Білий, завдяки якому Дніпропетровський хіміко-технологічний інститут у 1993 році набув статус державного хіміко-технологічного університету. У 1994 році в університеті було утворено науково-дослідний інститут гальванохімії (директор – професор Ф. Й. Данилов) та науково-дослідний інститут біотехнології (очолив доцент О. П. Кулик). У 1995 році відкрито економічний факультет (очолив доцент Б. А. Кіор), який веде підготовку фахівців-економістів для підприємств хімічної та інших галузей народного господарства. У цей період збудовано на Набережній Перемоги новий навчальний корпус факультету технології органічних речовин і спортивний комплекс.
У 1998-2013 роках університет очолював професор, Заслужений діяч науки і техніки України М. В. Бурмістр.
У новому статусі з 1999 року розпочала роботу «Школа хіміка» УДХТУ. У вересні 2002 року на базі університету створено хіміко-технологічний ліцей. У 2004 році до складу УДХТУ увійшов Дніпродзержинський індустріальний технікум (нині — Дніпровський фаховий коледж інженерії та педагогіки). Для забезпечення навчального процесу були створені навчально-науковий центр, видавничо-поліграфічний комплекс та інформаційно-комп’ютерний центр. В університеті видається науковий журнал «Питання хімії та хімічної технології». Зростають об’єми госпдоговорів і грантів міжнародних фондів. Розширюється міжнародне співробітництво: підписано низку угод із іноземними установами про обмін студентами, стажування фахівців і аспірантів.
З 2006 року університет отримав офіційну назву Державний вищий навчальний заклад «Український державний хіміко-технологічний університет».
У 2013-2019 роках університет очолював професор О. А. Півоваров. ДВНЗ «УДХТУ» активно співпрацює з зарубіжними університетами Норвегії, Німеччини, Франції, Польщі, Китаю та інших країн щодо обміну студентами, стажування науковців, виконання спільних наукових проектів тощо. Зокрема, завдяки міжнародному проекту «Водна Гармонія» (фінансувався у межах європейської програми Erasmus+) університет закупив нове обладнання для лабораторій і конференцзали, зміг розробити нові навчальні курси та досяг успіхів у розвитку дистанційної освіти. За цей час суттєво оновився професорський склад університету. Активно підтримувалося позанавчальне студентське життя: участь у художній самодіяльності, заняття спортом, креативні ідеї та студентські флешмоби. Університет був нагороджений Гран-прі на міських фестивалях «Студентська весна 2014» і «Студентська весна 2017». Створено Спілку випускників УДХТУ (ДХТІ). На ринку праці суттєво зріс попит на випускників університету.
З 2015 року видається журнал «Економічний вісник Державного вищого навчального закладу «Український державний хіміко-технологічний університет» — наукове видання з питань економіки та бізнесу; а з 2017 року — науковий журнал «Комп’ютерне моделювання: аналіз, управління, оптимізація».
2018 року Віктор Гевод, доктор хімічних наук, який викладає в Українському державному хіміко-технологічному університеті, презентував фільтр для води, що працює без змінних картриджів. За основу розробник взяв процес очищення води у природі. Як пояснив винахідник: у водопровідних системах забруднення води відбувається за рахунок розмноження гнильних бактерій. Якщо в воду подавати повітря, так створюються тепличні умови для утворення іншого виду мікробів.
З червня 2019 року університет очолює професор К. М. Сухий. У 2019 ррці університет увійшов до міжнародного наукометричного рейтингу SCImago, поліпшуючи свої позиції у низці інших рейтингів (Webometrics, «Топ 200 Україна», «Консолідованому рейтингу ВНЗ України»).
Восени 2019 - на початку 2020 років, реагуючи на вимоги ринку праці та реформи у галузі вищої освіти, в УДХТУ відбулася реорганізація факультетів і кафедр. Для вступників 2022 року було запропоновано низку нових і затребуваних освітніх програм.
У липні 2023 року ДВНЗ “Український державний хіміко-технологічний університет” разом із Придніпровською державною академією будівництва та архітектури було приєднано до створеного двома роками раніше Українського державного університету науки і технологій. Відтоді ДВНЗ УДХТУ має статус навчально-наукового інституту
Нині Навчально-науковий інститут «Український державний хіміко-технологічний університет» — єдиний в Україні спеціалізований вищий навчальний заклад у галузі хімії та хімічної технології з державною формою власності та IV рівнем акредитації.

## Загальна характеристика
Університет має 8 навчальних корпусів із сучасно обладнаними лабораторіями, 5 гуртожитків на 2600 місць, спортивний комплекс, спортивно-оздоровчий табір «Дубовий гай» і складається з 5 факультетів денної форми навчання, магістратури, аспірантури, докторантури, екстернатури, заочного факультету, факультетів довузівської підготовки та післядипломної освіти.
ННІ УДХТУ очолює навчально-методичну комісію Міністерства освіти і науки України з напрямку «Хімічна технологія та інженерія», має розвинену науково-дослідну частину, два науково-дослідних інститути, проблемну лабораторію, 12 науково-дослідних лабораторій, відділення НАН України разом з ІОНХ України, філію Українського науково-технологічного центру, Інформаційний комп'ютерний центр, центр розвитку економічної освіти «Перспектива», поліграфічно-видавничий комплекс.
З перших років існування університету високий теоретичний рівень знань поєднувався з ґрунтовною практичною підготовкою студентів. Це стало можливим завдяки високій науковій кваліфікації професорсько-викладацького складу, співпраці з передовими підприємствами Придніпровського та інших регіонів, а також завдяки сучасному науково-технічному рівню лабораторної бази.
Навчальний процес у ННІ УДХТУ забезпечують близько 400 науково-педагогічних працівників серед яких 55 докторів наук і професори та 260 кандидатів наук і доцентів. Висока якість навчання забезпечується сучасною обчислювальною технікою та комп'ютерними мережами, навчальними лабораторіями; науково-технічною бібліотекою університету з унікальним фондом літератури з хімії, хімічних та харчових технологій; створенням ІнКомЦентру, університетського телевізійного центру.
За 75 років ХХ ст. діяльності в університеті підготовлено більше 45000 висококваліфікованих фахівців, видано понад 110 монографій та 60 підручників і навчально-методичних посібників.
В університеті активно працюють три спеціалізовані вчені ради з захисту дисертацій на здобуття наукових ступенів доктора та кандидата наук за 10 спеціальностями. Підготовлено 80 докторів і понад 900 кандидатів наук. Вчені університету — автори багатьох винаходів: це 2000 патентів і авторських свідоцтв.
На сьогодні в УДХТУ проводиться велика робота з поліпшення матеріально-технічної бази. Університет має високий науковий потенціал і готує власні кадри, зберігаючи професійний колектив викладачів.
Випускники університету працюють керівниками провідних підприємств і наукових закладів, в органах виконавчої та законодавчої влади. Висококваліфіковані спеціалісти університету є членами Вищої атестаційної комісії та Вищої атестаційної колегії України, членами науково-методичних рад та експертних груп міністерств та відомств, членами галузевих Українських та міжнародних академій наук.

## Інформація

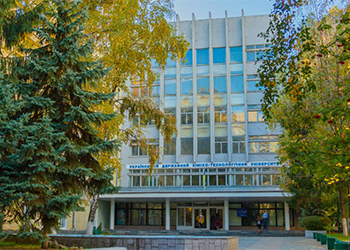
Головний корпус університету

### Ректорат
Ректор ДВНЗ УДХТУ, д.т.н., професор Сухий Костянтин Михайлович.
Наукові інтереси:
- Розробка методів синтезу нових полімерних четвертинних амонієвих солей;
- Полімерні нанокомпозити;
- Полімерні еклектроліти у твердому стані.

Публікації:  більше 150 публікацій, у тому числі білше 40 статей, визначених ВАК України як спеціальні наукові видання, і білш 20 авторських посвідчень та патентів на винахід. Є співвавтором навчальних посібників з грифом МОН.

### Факультети[Архівовано8 червня 2019 уWayback Machine.]
- Факультет хімічних технологій та екології (ХТ та Е)
- Факультет фармації та біотехнології (Ф та БТ)
- Факультет харчових та хімічних технологій  (Х та ХТ)
- Факультет комп’ютерних наук та інженерії (КН та І)
- Факультет економіко-гуманітарних наук та права (ЕГН та П)
- Центр доуніверситетської підготовки

## Напрямки підготовки
ННІ УДХТУ, маючи вищій IV рівень акредитації, випускає висококваліфікованих фахівців і науковців за 38 спеціальностями (бакалаври, спеціалісти і магістри) з таких напрямків:
- А та КІТ – автоматизація, комп'ютерно-інтегровані технології та робототехніка
- АВП – автоматизація та комп’ютерно-інтегровані технології (автоматизація виробничого процесу)
- АЕ – атомна енергетика
- АТ – стратегічна логістика автомобільного транспорту
- БА – економічна безпека та бізнес-аналітика
- БМІ – біомедична інженерія
- БТ – біотехнологія та біоінженерія
- ВП – видавництво та поліграфія
- Г – хімічні технології переробки еластомерних матеріалів технічного, медичного та побутового призначення
- ГРС – готельно-ресторанна справа
- Д – дизайн
- Е – технічна електрохімія
- ЕК – економіка підприємства
- ЕМ – електронний маркетинг
- ЕПХТ – електрохімія та природоохоронні хімічні технології
- ЕТ – електротехніка
- ЕТТ – теплоенергетика
- ЖР – журналістика, реклама та зв'язки з громадськістю
- ІВ – інжинірінг пакувальних виробів
- Ів Мен – івент менеджмент
- ІО – інжинірінг виробничих об'єктів
- ІП – інжинірінг харчових продуктів
- ІПЗ – інженерія програмного забезпечення
- К – захист і карантин рослин
- КБ – кібербезпека в комп’ютерних мережах
- КІ – комп'ютерна інженерія
- КІБ – економічна кібернетика
- КН – комп’ютерні науки
- КС – інтелектуальні комп'ютерні системи та мережі
- М – обладнання нафтохімічних виробництв
- МВПВ – матеріали видавничо-поліграфічних виробництв
- МЕН – менеджмент організацій і адміністрування
- МЕХ – галузеве машинобудування
- МІТ – метрологія та інформаційно-вимірювальна техніка
- МП – комп'ютерне проектування та експлуатація обладнання для переробки полімерних виробництв
- МР – маркетинг
- МС – метрологія та інформаційно-вимірювальна техніка
- МФ – обладнання фармацевтичних і біотехнологічних виробництв
- НРЕ – хімічні технології неорганічних речовин, рідкісних, розсіяних елементів і наноматеріалів
- О – хімічні технології органічних речовин
- ОНС – екологія
- П – хімічні технології синтетичних і природних полімерів, лакофарбових і композиційних матеріалів
- ПВ – інноваційна інженерія полімерних виробництв
- ПО – професійна освіта (аграрне виробництво, переробка сільськогосподарської продукції та харчові технології)
- ПП – хімічні технології переробки полімерних, композиційних і наноматеріалів
- ПС – практична психологія
- ПТБ – підприємництво, торгівля та біржова діяльність
- ПХТ – природоохоронні хімічні технології
- Р – фізична реабілітація
- СО(а) – середня освіта (англійська мова і література та друга західноєвропейська мова)
- СО(у) – середня освіта (українська мова та література)
- СП – соціальне підприємництво
- Т – туризм
- ТВ – хімічні технології в'яжучих матеріалів
- ТВВ – технології питної води та промислової водопідготовки
- ТД – хімічні технології та дизайн виробів із кераміки, скла та будівельних матеріалів
- ТЕ – технологічна експертиза та безпека харчової продукції
- ТЖ – технології жирів і жирозамінників
- ТК – хімічні технології кераміки
- ТМ – технології машинобудування
- ТС – хімічні технології (та дизайн) кераміки, скла та скловидних покриттів
- ТХ – технологія хліба, кондитерських, макаронних виробів і харчоконцентратів
- УЯ – управління якістю
- Ф – фармація, промислова фармація
- ФІЛ — філологія (англійська та дві західноєвропейські мови (переклад включно))
- ФІН – фінанси та кредит
- ФК – фізична культура
- ХВ – інноваційна інженерія харчових виробництв
- ХДК – хімічні технології харчових добавок і косметичних засобів
- ХМ – комп'ютерне проектування промислового обладнання
- ХП – хімія харчових продуктів
- ХТАЕ – хімічні технології альтернативних енергоресурсів
- ХТП – хімічні технології палива та вуглецевих матеріалів
- ЦБ – цивільна безпека
- ЮСОМ – ювелірне, стоматологічне та ортопедичне матеріалознавство